# Kronprinzenkoog
Kronprinzenkoog ist eine Gemeinde im Kreis Dithmarschen in Schleswig-Holstein.

## Geographie

### Geographische Lage
Das Gebiet der Gemeinde Kronprinzenkoog erstreckt sich im südlichen Bereich des Naturraums der Dithmarscher Marsch. Beim südlich angrenzenden Nachbarort Neufelderkoog mündet der Elbstrom in den Wattenmeerbereich der Nordsee im Bereich der sogenannten Helgoländer Bucht. Im Norden reicht das Gemeindegebiet bis an die Meldorfer Bucht heran.

### Ortsteile
Die Flächengemeinde in der Marsch gliedert sich siedlungsgeographisch in die Bereiche des namenstiftenden Koogs und den des Sophienkoogs. Beide sind Streusiedlungen. In der Mitte des namengebenden Koogs hat sich im Laufe der Zeit ein Ortszentrum herausgebildet, das (zumindest) verkehrsrechtlich, die Bestimmungen einer geschlossenen Ortschaft erfüllt und somit als Dorf bezeichnet werden kann (gelbes Ortseingangsschild). Hier befinden sich eine Grundschule, eine evangelische Kirche, ein evangelischer Kindergarten und ein evangelischer Friedhof.

### Nachbargemeinden
Nachbargemeinden sind, im Uhrzeigersinn im Norden beginnend, die Gemeinden Barlt, Trennewurth, Helse, Marnerdeich, Neufeld, Neufelderkoog, Kaiser-Wilhelm-Koog und Friedrichskoog (alle im Kreis Dithmarschen).

## Geschichte
Im Jahr 1718 wurde zunächst der Sophienkoog eingedeicht. Es folgte von 1785 bis 1787 der namengebende Koog, der nach Kronprinz Friedrich benannt ist und in drei Abschnitte eingeteilt wurde (Nüder-, Mittel- und Süderkoog). Zu späterer Zeit wurde der Sophienkoog der Gemeinde zugeschlagen.
Nach Eindeichung des Speicherkooges Dithmarschen im Jahr 1978 wurde ein kleiner Teil seiner Gemarkung dem Kronprinzenkoog zugeschlagen.
Bis 1984 hatte die Gemeinde einen Anschluss an der Bahnstrecke St. Michaelisdonn–Friedrichskoog, die zuletzt nur noch im Güterverkehr bedient wurde.

## Politik

### Gemeindevertretung
Bei der Kommunalwahl am 14. Mai 2023 wurden insgesamt elf Sitze vergeben. Von diesen erhielt die Freie Kronprinzenköger Wählervereinigung (FKW) fünf Sitze, De Köger vier Sitze und die Unabhängige Wählergemeinschaft Kronprinzenkoog (UWK) sowie die CDU je einen Sitz.

### Bürgermeister
Seit dem 10. Juni 2013 ist Alwin Sals (FKW) Bürgermeister der Gemeinde.

### Wappen
Blasonierung: „Auf schwarzem Boden in Gold ein bärtiger, mit grünem Hut, grünem Hemd, grüner Weste, grüner Hose und grünen Stiefeln bekleideter Sämann, der aus einem silbernen, um die Schulter zu einem Sack gebundenen Tuch goldene Körner ausstreut.“
Das Motiv des Wappens der Gemeinde Kronprinzenkoog geht auf ein Bildfenster im Sitzungssaal des 1895–1899 errichteten Kreishauses in Meldorf zurück. Vor Baubeginn forderte der Kreis Süderdithmarschen alle Gemeinden im Kreisgebiet auf, ein Wappenfenster zu stiften. Die 1901 fertiggestellten Bildfenster entsprachen zwar nicht den Anforderungen strenger Heraldik, verschafften aber den Gemeinden ein Bildmotiv, mit dem sie sich darstellen konnten. So ist der Sämann für die Gemeinde Kronprinzenkoog ein Teil ihrer Identität geworden. Die heraldische Umarbeitung und offizielle Genehmigung des Wahrzeichens erfolgte 90 Jahre später.

## Kultur und Sehenswürdigkeiten

### Koogskirche

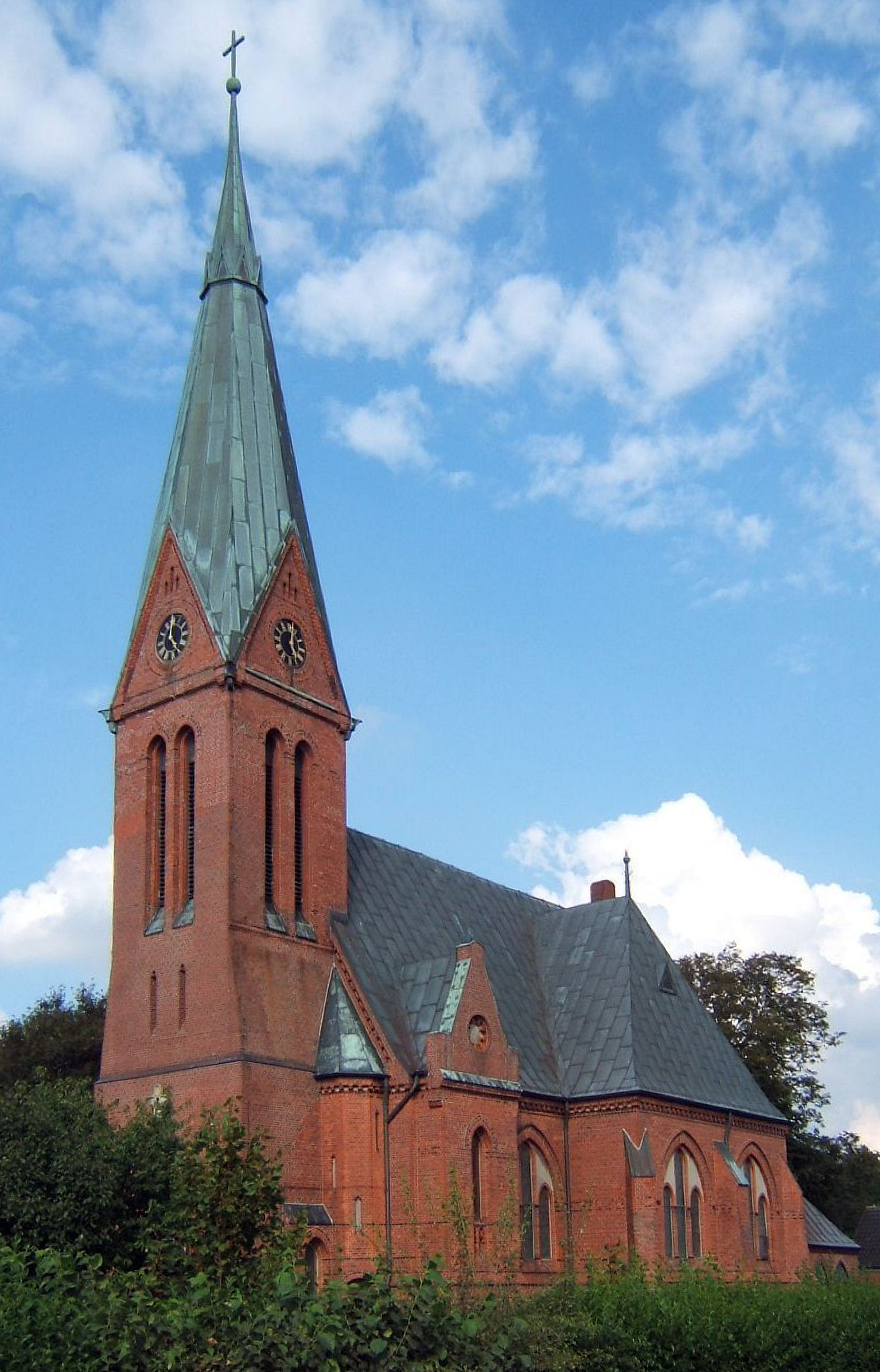
Koogskirche

Die im Stile der Neugotik im Jahr 1883 errichtete evangelisch-lutherische Koogskirche der „Kirchengemeinde Vereinigte Süderdithmarscher Köge“ basiert auf dem Entwurf des Berliner Architekten Johannes Vollmer. Als alleiniger Eintrag (Stand 2023) in der Liste der Kulturdenkmale in Kronprinzenkoog ist sie das einzige unter Denkmalschutz stehende Bauwerk im Gemeindegebiet. Der ursprüngliche Dachreiter ist nicht mehr vorhanden; 1980 erfolgte eine Neueindeckung mit Kupferblech, wobei der Turmhelm um zwei Meter erhöht wurde. An die Südseite des Chors wurde ein Anbau angefügt, im Inneren ist nach einigen Veränderungen ein Teil der ursprünglichen Ausstattung vorhanden.

### Vereine / Verbände
Örtlich aktiv sind der Kyffhäuserbund. Es gibt einen Kirchenchor und einen Gospelchor.
Zudem gibt es eine Ortsgruppe des Sozialverbands Deutschland.

## Verkehr
Durch das etwa fünf Kilometer östlich von der Gemeinde Kronprinzenkoog entfernt gelegene Marne führt die Bundesstraße 5 von Heide über Brunsbüttel nach Itzehoe. In den Gemeindegebieten von Trennewurth und Helse, ebenso wie Marne zweigen die schleswig-holsteinischen Landesstraßen 144, 237 sowie 142 nach Westen ins lang gestreckte Gemeindegebiet ab.

## Persönlichkeiten
- Bertha Hintz (1876–1967), Zeichenlehrerin und Malerin in Marne
- Otto Jessen (1891–1951), Geograph und Hochschullehrer
- Walter Wiborg (1904–1969), Pädagoge, plattdeutscher Autor sowie Leiter, Darsteller und Spielleiter bei der Niederdeutschen Bühne Rendsburg
- Karin Voß (1923–2013), Politikerin (DVU, DLVH)